# الربوة (دمشق)
ربوة دمشق موقع جغرافي في وادي بردى شمال غرب دمشق. هي منطقة رائعة شعبية كثيرة الزوار، تكثر فيها المطاعم والمقاهي وتخرج العائلات الدمشقية إليها للترويح عن النفس أسبوعيًا.
يشقها نهر بردى الذي يتفرع في منطقة منها تسمى الشادروان (الشاذروان) إلى سبعة فروع ويغطي سهولها في أواخر الشتاء والربيع مرج أخضر جذاب يجذب السياح.